# Cendrecourt
Cendrecourt est une commune française située dans le département de la Haute-Saône, la région culturelle et historique de Franche-Comté et la région administrative Bourgogne-Franche-Comté.

## Géographie

### Climat
Pour des articles plus généraux, voir Climat de la Bourgogne-Franche-Comté et Climat de la Haute-Saône.
En 2010, le climat de la commune est de type climat des marges montargnardes, selon une étude du Centre national de la recherche scientifique s'appuyant sur une série de données couvrant la période 1971-2000. En 2020, Météo-France publie une typologie des climats de la France métropolitaine dans laquelle la commune est dans une zone de transition entre le climat océanique altéré et le climat océanique altéré et est dans la région climatique  Lorraine, plateau de Langres, Morvan, caractérisée par un hiver rude (1,5 °C), des vents modérés et des brouillards fréquents en automne et hiver. 
Pour la période 1971-2000, la température annuelle moyenne est de 10 °C, avec une amplitude thermique annuelle de 17,1 °C. Le cumul annuel moyen de précipitations est de 930 mm, avec 12,8 jours de précipitations en janvier et 9,5 jours en juillet. Pour la période 1991-2020, la température moyenne annuelle observée sur la station météorologique de Météo-France la plus proche, « Montureux-lès-Baulay », sur la commune de Montureux-lès-Baulay à 5 km à vol d'oiseau, est de 10,9 °C et le cumul annuel moyen de précipitations est de 907,3 mm. 
La température maximale relevée sur cette station est de 40,8 °C, atteinte le 25 juillet 2019 ; la température minimale est de −25 °C, atteinte le 26 février 1986,,. 
Les paramètres climatiques de la commune ont été estimés pour le milieu du siècle (2041-2070) selon différents scénarios d'émission de gaz à effet de serre à partir des nouvelles projections climatiques de référence DRIAS-2020. Ils sont consultables sur un site dédié publié par Météo-France en novembre 2022.

## Urbanisme

### Typologie
Au 1er janvier 2024, Cendrecourt est catégorisée commune rurale à habitat dispersé, selon la nouvelle grille communale de densité à sept niveaux définie par l'Insee en 2022.
Elle est située hors unité urbaine et hors attraction des villes,.

### Occupation des sols
L'occupation des sols de la commune, telle qu'elle ressort de la base de données européenne d’occupation biophysique des sols Corine Land Cover (CLC), est marquée par l'importance des territoires agricoles (75,1 % en 2018), une proportion identique à celle de 1990 (75,1 %). La répartition détaillée en 2018 est la suivante : 
prairies (41,8 %), terres arables (33,3 %), forêts (22,2 %), zones urbanisées (2,7 %). L'évolution de l’occupation des sols de la commune et de ses infrastructures peut être observée sur les différentes représentations cartographiques du territoire : la carte de Cassini (XVIIIe siècle), la carte d'état-major (1820-1866) et les cartes ou photos aériennes de l'IGN pour la période actuelle (1950 à aujourd'hui).

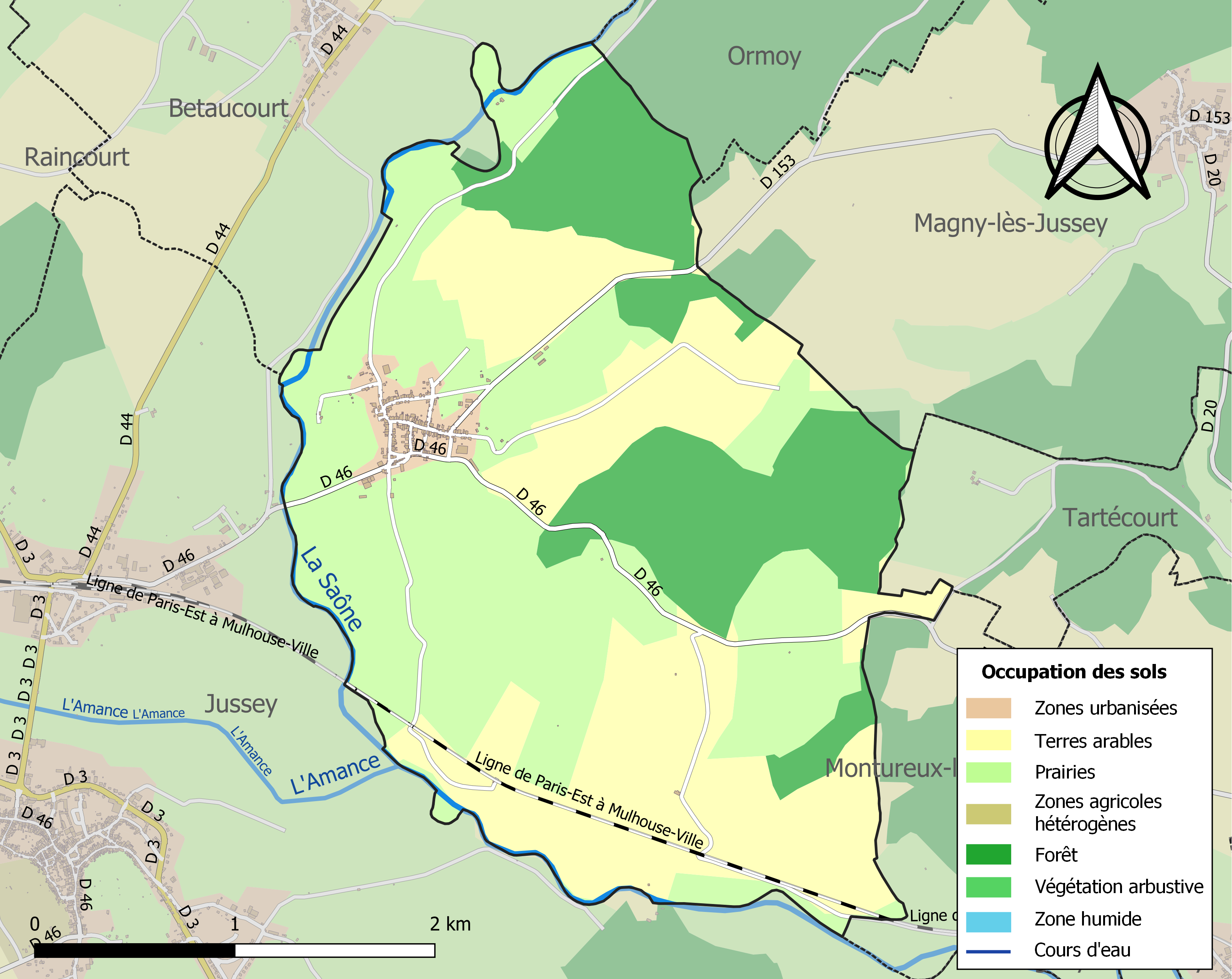
Carte des infrastructures et de l'occupation des sols de la commune en 2018 (CLC).

## Histoire
- La seigneurie de Cendrecourt a appartenu aux familles suivantes : Thomassin, Bézars de Jussey, Besancenot, Montlezun, Bichin, Richard et du Bois de Cendrecourt[13].

Lors de la Seconde Guerre mondiale, un combat a eu lieu le 15 juin 1940 à Cendrecourt entre le 5e régiment polonais et des unités de la Wehrmacht.
 voir l'Histoire de Jonvelle des abbés Coudriet et Chatelet en 1864.

## Politique et administration

### Rattachements administratifs et électoraux
La commune fait partie de l'arrondissement de Vesoul du département de la Haute-Saône, en région Bourgogne-Franche-Comté. Pour l'élection des députés, elle dépend de la première circonscription de la Haute-Saône.
Cendrecourt fait partie depuis la Révolution française du canton de Jussey. Dans le cadre du redécoupage cantonal de 2014 en France, celui-ci s'est étendu, passant de 22 à 65 communes.

### Intercommunalité
La commune était membre de la petite communauté de communes du Pays jusséen, intercommunalité créée au 1er janvier 1990 et qui regroupait environ 4 300 habitants en 2009.
L'article 35 de la loi n° 2010-1563 du 16 décembre 2010 « de réforme des collectivités territoriales » prévoyait d'achever et de rationaliser le dispositif intercommunal en France, et notamment d'intégrer la quasi-totalité des communes françaises dans des EPCI à fiscalité propre, dont la population soit normalement supérieure à 5 000 habitants.
Dans ce cadre, le schéma départemental de coopération intercommunale a prévu la fusion cette intercommunalité avec d'autres, et l'intégration à la nouvelle structure de communes restées jusqu'alors isolées. Cette fusion, effective le 1er janvier 2013, a permis la création de la communauté de communes des Hauts du val de Saône, à laquelle la commune est désormais membre.

### Liste des maires
| Période                                  | Période                     | Identité       | Étiquette | Qualité                                                   |
| ---------------------------------------- | --------------------------- | -------------- | --------- | --------------------------------------------------------- |
| Les données manquantes sont à compléter. |                             |                |           |                                                           |
| avant 1988                               | ?                           | Albert Ricois  |           |                                                           |
| mars 2001                                | En cours (au 18 avril 2016) | Bernard Bertho | LR        | Retraité Fonction publique Réélu pour le mandat 2014-2020 |

## Démographie
En 2022, Cendrecourt comptait 202 habitants. À partir du XXIe siècle, les recensements réels des communes de moins de 10 000 habitants ont lieu tous les cinq ans. Les autres « recensements » sont des estimations.
| 1793 | 1800 | 1806 | 1821 | 1831 | 1836 | 1841 | 1846 | 1851 |
| ---- | ---- | ---- | ---- | ---- | ---- | ---- | ---- | ---- |
| 668  | 720  | 759  | 700  | 816  | 846  | 779  | 791  | 748  |

| 1856 | 1861 | 1866 | 1872 | 1876 | 1881 | 1886 | 1891 | 1896 |
| ---- | ---- | ---- | ---- | ---- | ---- | ---- | ---- | ---- |
| 700  | 702  | 692  | 686  | 639  | 618  | 636  | 572  | 524  |

| 1901 | 1906 | 1911 | 1921 | 1926 | 1931 | 1936 | 1946 | 1954 |
| ---- | ---- | ---- | ---- | ---- | ---- | ---- | ---- | ---- |
| 520  | 517  | 460  | 407  | 379  | 369  | 365  | 373  | 385  |

| 1962 | 1968 | 1975 | 1982 | 1990 | 1999 | 2004 | 2006 | 2009 |
| ---- | ---- | ---- | ---- | ---- | ---- | ---- | ---- | ---- |
| 318  | 268  | 242  | 214  | 214  | 233  | 218  | 213  | 238  |

| 2014 | 2019 | 2022 | - | - | - | - | - | - |
| ---- | ---- | ---- | - | - | - | - | - | - |
| 214  | 205  | 202  | - | - | - | - | - | - |

## Personnalités liées à la commune
- Wolfgang Kermer (1935 -), docteur ès lettres, professeur émérite, ancien recteur de l'Académie des beaux-arts de Stuttgart.
- France Kermer (1945 -), professeur de l'enseignement secondaire, plasticienne et auteur.
- Albert Ricois, ancien maire de Cendrecourt, historien amateur et auteur.